# Syedra
Syedra là một chi nhện trong họ Linyphiidae.